# Olgierd Budrewicz

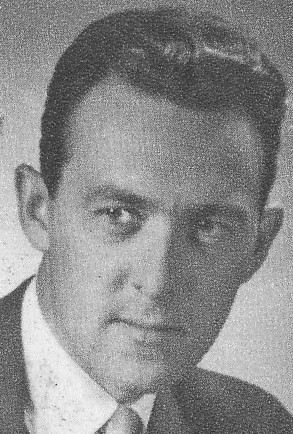
Olgierd Budrewicz w latach 60. XX wieku

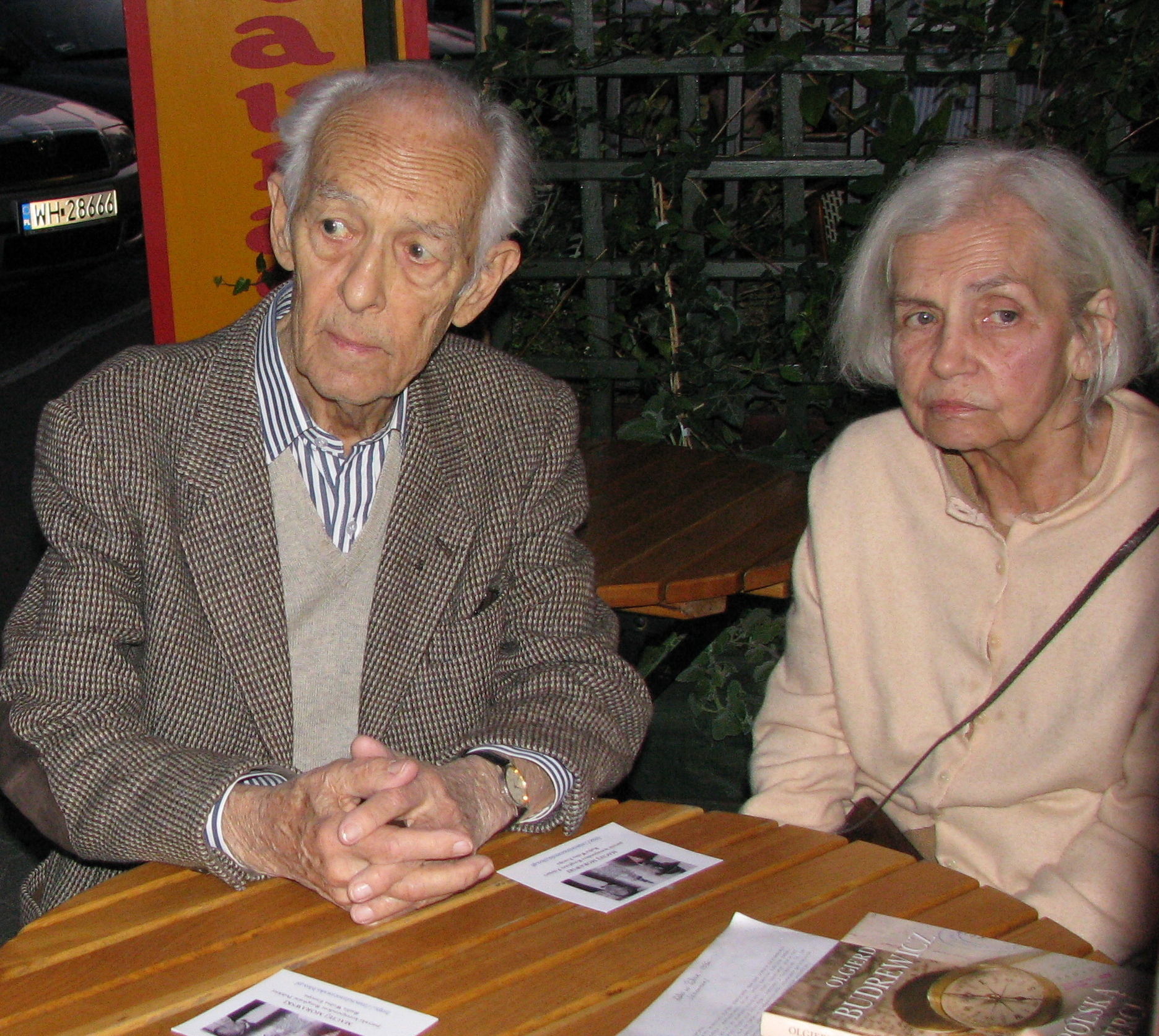
Z żoną Hanną z d. Kanicką Stowarzyszenie Pracowników, Współpracowników i Przyjaciół Rozgłośni Polskiej Radia Wolna Europa Imienia Jana Nowaka-Jeziorańskiego, Radio Café, Warszawa 21 września 2009

Olgierd Budrewicz (ur. 10 lutego 1923 w Warszawie, zm. 20 listopada 2011 tamże) – polski dziennikarz, reportażysta, pisarz, varsavianista i podróżnik.

## Życiorys
Urodził się w rodzinie Kazimierza i Emilii von Eller. Wiedzę zdobywał w V Państwowym Gimnazjum (obecnie V LO) im. Księcia Józefa Poniatowskiego w Warszawie. Maturę zdał w 1942 roku na tajnych kompletach. Studiował następnie na Wydziale Prawa Tajnego Uniwersytetu Warszawskiego i w konspiracyjnej Wyższej Szkole Dziennikarskiej. Żołnierz Armii Krajowej (ps. Konrad), uczestnik powstania warszawskiego (Zgrupowanie Żmija, Obwód Żywiciel), w stopniu kaprala podchorążego. Współredagował powstańcze pismo „Dziennik Radiowy 22. Obwodu AK”. Po upadku powstania przebywał w Krakowie, następnie studiował prawo na Uniwersytecie Jagiellońskim i Uniwersytecie Warszawskim (dyplom w 1946 roku).
Pracował jako początkujący reporter w działach miejskich „Tygodnika Warszawskiego” (1945–1947) i „Wieczoru Warszawy” (1946–1947). Następnie dziennikarz „Słowa Powszechnego” i Agencji Prasowo-Informacyjnej API. Od lat 50. wieloletni dziennikarz „Przekroju” (współpraca od 1953 r., członek redakcji w latach 1955–1970). Współpracował z pismami „Stolica” (w latach 1958–1964 i 1966–1970, m.in. felieton „Warszawskie widzimisię”) i „Przegląd Kulturalny” (od 1960 do 1963 roku, m.in. felietony z cyklu „Było nie było”). Od 1970 roku w tygodniku „Perspektywy”. Współpracował z „Wprost” i innymi czasopismami jak „Poznaj Świat” i „Podróże”.
Członek Stowarzyszenia Dziennikarzy RP (1946–1951), a następnie Stowarzyszenia Dziennikarzy Polskich (od roku 1951), Związku Literatów Polskich (1958–1983), ZAiKS-u (od 1957 r.), Stowarzyszenia Autorów Dzieł Naukowych (od 1985 r.), Stowarzyszenia Pisarzy Polskich (od 1989 r.), The Explorers Club (od 1996 r.), Stowarzyszenia Dziennikarzy Podróżników Globtroter. Przewodniczący Towarzystwa Przyjaciół Łazienek Królewskich w Warszawie (od 1988 r.), Prezydent Warszawskiego Klubu Rotariańskiego (jeden z klubów Rotary International; 1992–1993). Autor wielu reportaży zagranicznych wydanych w kilkudziesięciu książkach, programów telewizyjnych, scenariuszy i komentarzy do dokumentów filmowych. Twórca publicystyki poświęconej zagadnieniom polonijnym, przewodników, publikacji podróżniczych. Autor wydawnictw poświęconych historii i współczesności Warszawy, artykułów, felietonów, szkiców i esejów dotyczących tematyki varsavianistycznej. Jest także autorem wstępów do licznych albumów. Jego twórczość była tłumaczona m.in. na język angielski, rosyjski, niemiecki.
22 czerwca 2011 na uroczystości w siedzibie Ministerstwa Kultury i Dziedzictwa Narodowego został odznaczony przez ministra Bogdana Zdrojewskiego Złotym Medalem „Zasłużony Kulturze Gloria Artis”.
Mieszkał w Warszawie, przez większość życia na Żoliborzu (przez 62 lata w domu przy ul. Rybińskiego 3). 
Zmarł 20 listopada 2011, nabożeństwo żałobne odbyło się w kościele św. Karola Boromeusza, pochowany został na cmentarzu Powązkowskim w Warszawie (kwatera 167-1-21).

## Życie prywatne
Od 1946 był żonaty z Hanną z domu Kanicką (zm. 15 maja 2010). Ich córka – Ewa Budrewicz-Wałaszewska jest anglistką, m.in. tłumaczką literatury pięknej (np. Raymonda Chandlera) i reportażowej.

## Twórczość

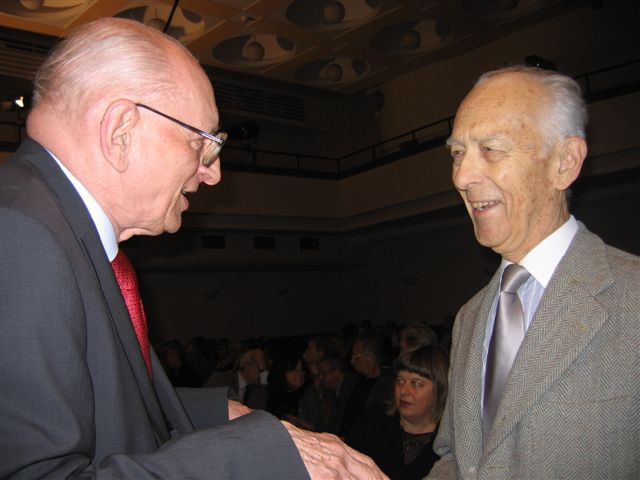
Olgierd Budrewicz z Władysławem Bartoszewskim, Warszawa 28 września 2006

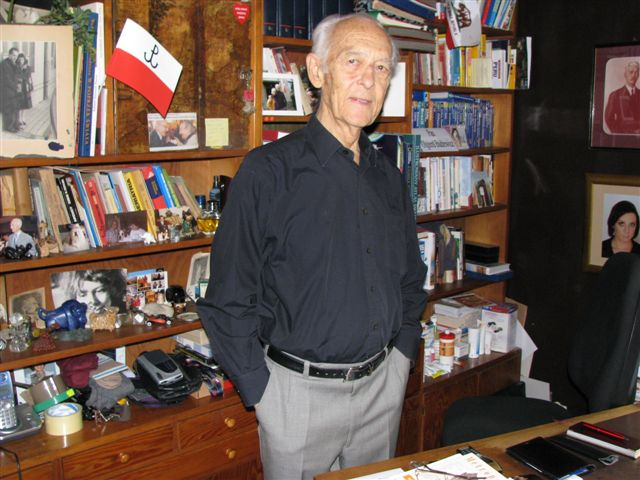
Olgierd Budrewicz w swoim gabinecie na warszawskim Żoliborzu, 2008

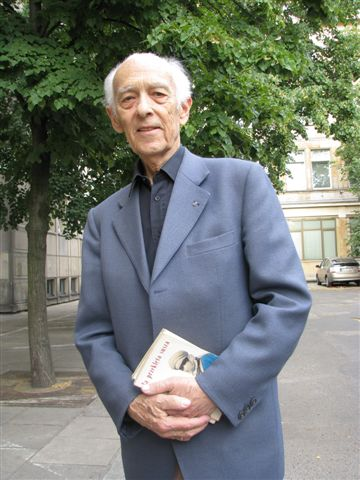
Olgierd Budrewicz, czerwiec 2008

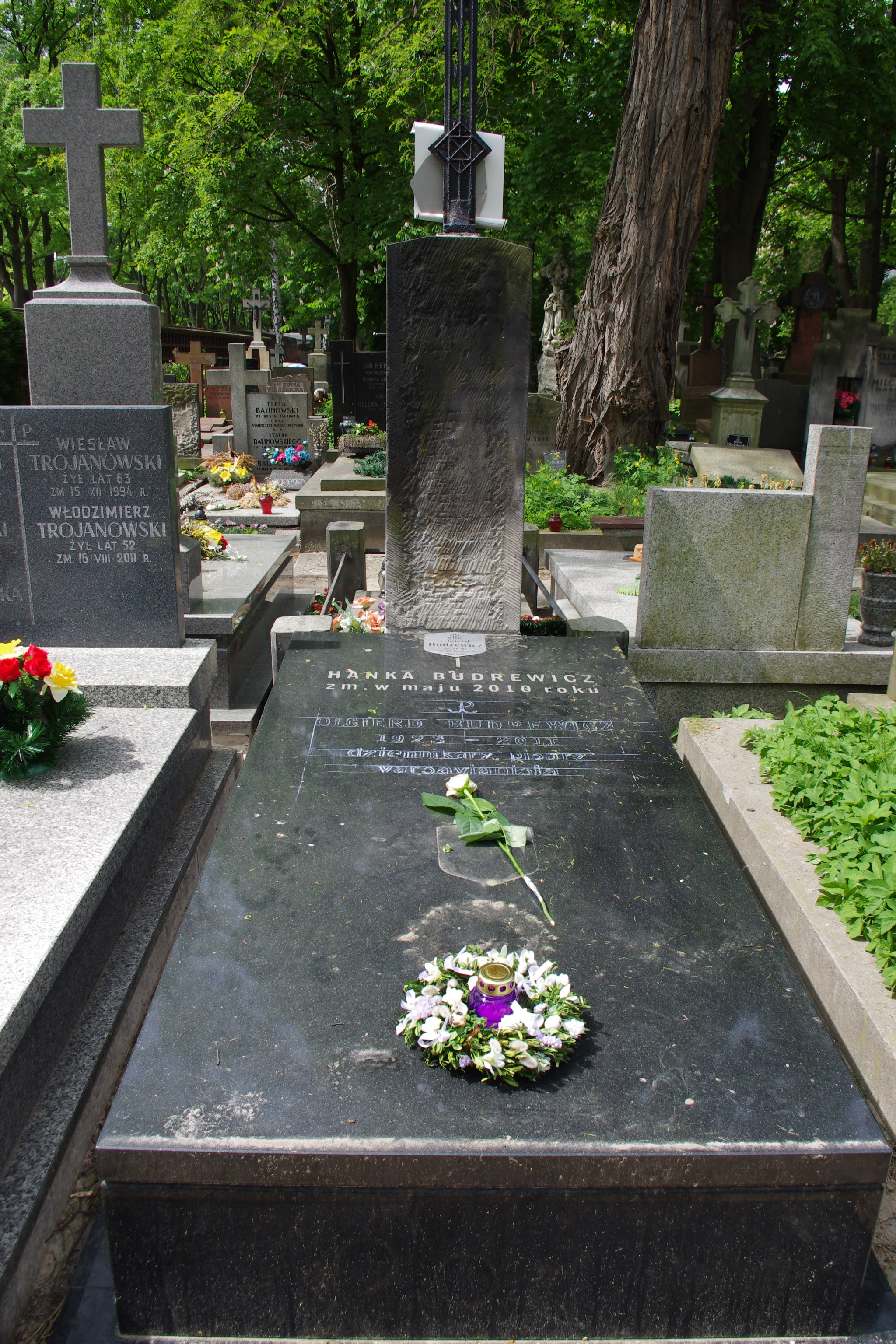
Grób Olgierda Budrewicza na cmentarzu Powązkowskim w Warszawie

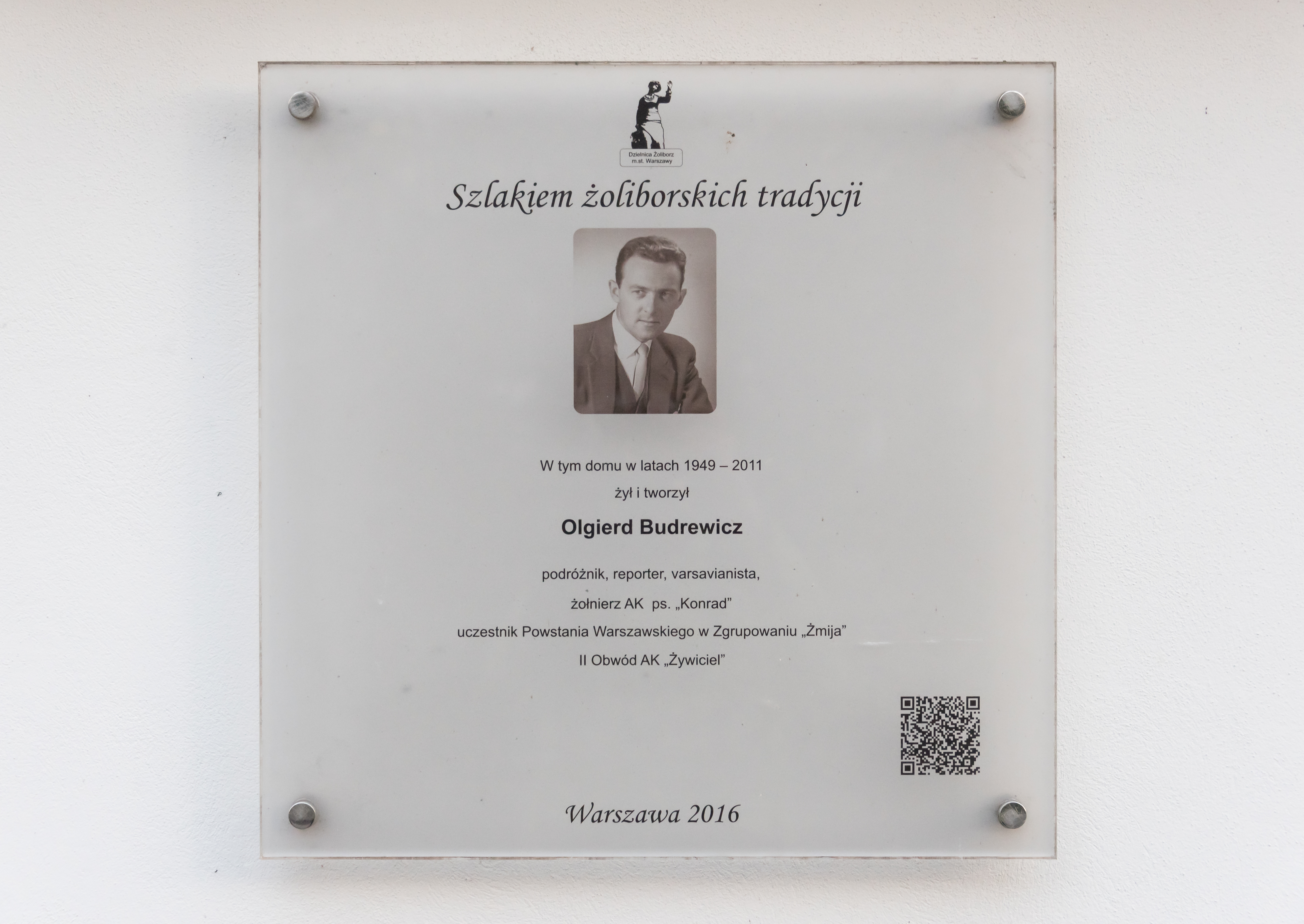
Tablica pamiątkowa przy ul. Rybińskiego 3 w Warszawie, gdzie mieszkał Olgierd Budrewicz

- Sensacje na co dzień (reportaże; Państwowe Wydawnictwo Iskry 1956)
- Zatarte ślady (powieść; Wydawnictwo MON 1956; pierwodruk: „Express Wieczorny” nr 1-26/1957)
- Sygnały z trzech kontynentów (reportaże; Państwowe Wydawnictwo Iskry 1957; seria: „Naokoło świata”)
- Europa egzotyczna (reportaże; Państwowe Wydawnictwo Iskry 1958)
- Baedeker warszawski (felietony; tom I; Spółdzielnia Wydawnicza „Czytelnik” 1958; wydanie 2 uzupełnione: Spółdzielnia Wydawnicza „Czytelnik” 1966; Wydanie 3 pt. Bedeker warszawski. 50 lat później: ilustracje Jacek Gawłowski, Wydawnictwo „Trio” 2008, ISBN 978-83-7436-161-3)
- Bez radaru w świat (reportaże; Spółdzielnia Wydawnicza „Czytelnik” 1960)
- Baedeker warszawski. Raczej o ludziach (felietony; tom II; Spółdzielnia Wydawnicza „Czytelnik” 1961; wydanie 2 uzupełnione: Spółdzielnia Wydawnicza „Czytelnik” 1966)
- Ląd czterech czasów (reportaże; Wydawnictwo MON 1961)
- Trzynaście wiz (wybór reportaży z tomów Sygnały z trzech kontynentów, Europa egzotyczna oraz nowych; Państwowe Wydawnictwo Iskry 1961; seria: „Naokoło świata”)
- Romans Morza Karaibskiego (reportaże; Spółdzielnia Wydawnicza „Czytelnik” 1962, 1963, 1974)
- Wrogie słońce (reportaże; Wydawnictwo MON 1963, 1964)
- Baedeker warszawski. Praga (felietony; tom III; Spółdzielnia Wydawnicza „Czytelnik” 1964)
- Równoleżnik zero (reportaże; Państwowe Wydawnictwo Iskry 1965, seria: „Naokoło świata”; 1967, seria: „Naokoło świata”; 1971; Krajowa Agencja Wydawnicza 1987, ISBN 83-03-01831-0)
- Pozłacana dżungla (reportaże; Państwowe Wydawnictwo Iskry 1967, seria: „Naokoło świata”; 1974)
- Sagi warszawskie, czyli sensacyjne i powszednie, romantyczne i prozaiczne dzieje dziesięciu wielkich rodów warszawskich (varsaviana; Spółdzielnia Wydawnicza „Czytelnik” 1967, 1968)
- To jest Warszawa. Informator (varsaviana; fotografie Jan Styczyński; WAG 1968; wydanie 2 poprawione i poszerzone: WAG 1973)
- Warszawskie konfrontacje (album; fotografie Edward Falkowski; Sport i Turystyka 1968; wydanie 2 uzupełnione 1971)
- Zdumiewająca Warszawa. Wybór z trzech tomów Baedekera warszawskiego i coś poza tym (felietony; Interpress 1968)
- Spotkania z Polakami (reportaże poświęcone Polonii; Interpress 1969)
- Zobaczyć, znaczy uwierzyć (reportaże; Państwowe Wydawnictwo Iskry 1969; seria: „Łowcy sensacji”)
- Podróż do czterech rogów świata (album; Sport i Turystyka 1970)
- Polenreise von Warschau zur Tatra (Arkady 1970, 1972, 1974, 1981)
- Tokijskie ABC (przewodnik; Państwowe Wydawnictwo Iskry 1970, 1978; wydanie 3, poprawione i uzupełnione pt. Monstrum z wdziękiem. Tokijskie ABC, Novum 1990)
- Warszawiacy (varsaviana; fotografie Edward Falkowski; Interpress 1970)
- Sagi warszawskie. Nowa seria sensacyjnych i powszednich, romantycznych i prozaicznych dziejów rodzin warszawskich (varsaviana; Spółdzielnia Wydawnicza „Czytelnik” 1972)
- Karnawał na wulkanie (reportaże; Państwowe Wydawnictwo Iskry 1972, 1981, ISBN 83-207-0276-3; seria: „Naokoło świata”)
- Polska dla początkujących (przewodnik; Interpress 1973, wydanie 2 poprawione i uzupełnione: Interpress 1976; wydanie 3 poprawione i uzupełnione: Interpress 1980, ISBN 83-223-1846-4; Wydawnictwa Artystyczne i Filmowe 2000, ISBN 83-221-0704-8; także wersje obcojęzyczne)
- Ścieżkami Starego Świata (reportaże; Książka i Wiedza 1973)
- Warszawa. Informator turystyczny (RSW Prasa-Książka-Ruch – Stołeczny Ośrodek Informacji Turystycznej 1974)
- Orzeł na gwiaździstym sztandarze (biografie Polaków mieszkających w USA; Interpress 1975, 1979)
- Sagi warszawskie czyli sensacyjne, romantyczne i prozaiczne dzieje dwudziestu wielkich rodów warszawskich (wydanie wspólne tomów opublikowanych w 1967 i 1972; Spółdzielnia Wydawnicza „Czytelnik” 1975)
- 66 x Moskwa (felietony; Wydawnictwa Artystyczne i Filmowe 1975)
- Kontynent pełen wody (reportaże; Krajowa Agencja Wydawnicza 1976)
- My z Warszawy (reportaże i szkice; Spółdzielnia Wydawnicza „Czytelnik” 1976, 1980, ISBN 83-07-00019-X)
- Świat dozwolony do 18 lat (reportaże; Państwowe Wydawnictwo Iskry 1976)
- Zupełnie jak w kinie (reportaże; Państwowe Wydawnictwo Iskry 1976; seria: „Łowcy sensacji”)
- Ta przeklęta susza (reportaże; Państwowe Wydawnictwo Iskry 1977; seria: „Naokoło świata”)
- Dalej niż jutro (reportaże; Krajowa Agencja Wydawnicza 1978)
- Poland invites you! (przewodnik; Polish Tourist Information Centre 1978)
- Druga podróż do czterech rogów świata (album; Sport i Turystyka 1979, ISBN 83-217-2223-7)
- Kierunek: wszędzie (reportaże; Państwowe Wydawnictwo Iskry 1979, ISBN 83-207-0089-2; seria: „Biblioteka Literatury Faktu”)
- Rodacy spod klonowego liścia (biografie Polaków mieszkających w Kanadzie; Interpress 1980, ISBN 83-223-1825-1)
- Nad Jukonem i obok (reportaże; Młodzieżowa Agencja Wydawnicza 1981, ISBN 83-203-1547-6)
- W cieniu bomby „D” (reportaże; Państwowe Wydawnictwo Iskry 1982, ISBN 83-207-0465-0; seria: „Naokoło świata”)
- Wśród polskich kangurów (biografie Polaków mieszkających w Australii; Interpress 1982, ISBN 83-223-2030-2)
- Sagi warszawskie. Trzecia seria sensacyjnych i powszednich, romantycznych i prozaicznych dziejów rodzin warszawskich (varsaviana; Spółdzielnia Wydawnicza „Czytelnik” 1983, ISBN 83-07-00591-4)
- Introduction to Poland (The American Institute of Polish Culture, Miami 1985)
- Po zachodniej stronie (reportaże; Młodzieżowa Agencja Wydawnicza 1985, ISBN 83-203-1964-1)
- Warszawskie małe ojczyzny (varsaviana; Państwowe Wydawnictwo Iskry 1985, ISBN 83-207-0768-4)
- Argonauci z Papui / Madagaskar pełen tajemnic (reportaże; Młodzieżowa Agencja Wydawnicza 1986, ISBN 83-203-2151-4; seria: „Globus”)
- Metropolie (reportaże; Państwowe Wydawnictwo Iskry 1987, ISBN 83-207-0895-8; seria: „Naokoło świata”)
- Na Syberii cieplej (reportaże; Państwowe Wydawnictwo Iskry 1987, ISBN 83-207-1033-2; seria: „Naokoło świata”)
- Nasi między oceanami (reportaże; wybór z książek: Orzeł na gwiaździstym sztandarze, Rodacy spod klonowego liścia i Wśród polskich kangurów; Wydawnictwo Polonia 1987, ISBN 83-7021-003-1)
- Między Wisłą a Missisipi (szkice biograficzne o Polakach w USA; Wydawnictwo Polonia 1989, ISBN 83-7021-015-5)
- Powrót do dżungli (reportaże; Krajowa Agencja Wydawnicza 1989, ISBN 83-03-02664-X)
- Ludzie trudnego pogranicza (reportaże biograficzne; Interpress 1990, ISBN 83-223-2473-1)
- Sagi warszawskie czyli Sensacyjne i powszednie, romantyczne i prozaiczne dzieje trzydziestu wielkich rodów warszawskich (wydanie łączne tomów wydawanych w latach 1967–1983; Spółdzielnia Wydawnicza „Czytelnik” 1990, ISBN 83-07-01412-3)
- Warszawa. Trakt Królewski (album; fotografie Jan Morek; Wydawnictwa Artystyczne i Filmowe 1992, ISBN 83-221-0614-9)
- Żyli wśród nas. Judaica polskie (Polska Agencja Promocji Turystyki, COIT 1995)
- Atlanta. Przewodnik olimpijski (wespół z Adamem Bajcarem i Jerzym Zmarzlikiem; „Sprint” 1996, ISBN 83-86777-11-7)
- Piekło w kolorach (reportaże; Wydawnictwo Muza 1997, ISBN 83-7079-810-1; seria: „Dookoła świata”)
- Jest Warszawa (varsaviana; Wydawnictwa Artystyczne i Filmowe 1997, ISBN 83-221-0688-2)
- Warszawa, Mazowsze / Warsaw, Mazovia / Warschau, Masowien (album; fotografie Waldemar Panów, Zbigniew Panów; Baturo 1998, ISBN 83-905021-4-3)
- Warszawa (album; fotografie Jerzy Habdas; Bosz 1999, ISBN 83-87730-08-4)
- Tatry (album; fotografie Janusz Jędrusiak, Iwona Rokita; Bosz 2000, ISBN 83-87730-26-2)
- Gdańsk (album; fotografie Stanisław Składanowski, Bogumiła Piazza; Bosz 2001, ISBN 83-87730-34-3)
- Kraków (album; fotografie Piotr Witosławski; Bosz 2001, ISBN 83-87730-29-7)
- Portret rodzinny Warszawiaków (album; wstęp: Parada pokoleń; Zamek Królewski 2001)
- Bieszczady (album; fotografie Ryszard Nater, Zygmunt Nater; Bosz 2002, ISBN 83-87730-30-0)
- Byłem wszędzie (Wydawnictwa Artystyczne i Filmowe – Wydawnictwo Naukowe PWN 2002, ISBN 83-01-13634-0)
- Kaszuby (album; fotografie Stanisław Składanowski, Bogumiła Piazza; Bosz 2002, ISBN 83-87730-51-3)
- Przemyśl (album; fotografie Marek Horwat; Bosz 2002, ISBN 83-87730-56-4)
- Sandomierz (album; fotografie Piotr Witosławski; Bosz 2002, ISBN 83-87730-40-8)
- Warmia, Mazury (album; fotografie Jan Ciesielski; Bosz 2002, ISBN 83-87730-49-1)
- Wrocław (album; fotografie Adam Hawałej; Bosz 2002, ISBN 83-87730-45-9)
- Kazimierz Dolny (album; fotografie Piotr Witosławski; Bosz 2003, ISBN 83-87730-60-2)
- Podlasie (album; fotografie Piotr Bułanow, Marek Strzałkowski; Bosz 2003, ISBN 83-87730-77-7)
- Sudety (album; fotografie Andrzej Raj; Bosz 2003, ISBN 83-87730-66-1)
- Szczecin (album; fotografie Jerzy Undro; Bosz 2003, ISBN 83-87730-78-5; wersje: polsko-angielska i polsko-niemiecka)
- Toruń (album; fotografie Stanisław Składanowski, Bogumiła Piazza; Bosz 2003, ISBN 83-87730-78-5; wersje: polsko-angielska i polsko-niemiecka)
- Wisła (album; fotografie Robert Dejtrowski; Bosz 2003, ISBN 83-87730-69-6)
- Druga strona Księżyca. Przygoda na wyspach Pacyfiku (National Geographic 2004, ISBN 83-89019-58-2)
- Kazimierz (album; fotografie Janusz Leśniak; Bosz 2004, ISBN 83-87730-89-0)
- Olgierda Budrewicza słownik warszawski. Historia, ludzie, fakty, kultura, legendy, obyczaje (Wydawnictwa Artystyczne i Filmowe 2004, ISBN 83-221-0757-9)
- Opowieść pachnąca czekoladą (historia firmy „E. Wedel”; Agencja Reklamowa „Padjas” 2004, ISBN 83-905938-8-2; wersja angielska: A story with chocolate aroma; przekł. Justyna Piątkowska-Osińska; Padjas Advertising Agency 2005, ISBN 83-905938-9-0)
- Podhale, Tatry (album; fotografie Piotr Witosławski; Bosz 2004, ISBN 83-87730-90-4)
- Poznań (album; fotografie Piotr Skórnicki; Bosz 2004, ISBN 83-87730-91-2)
- Warszawa przedwczorajsza. Fotografie ze zbiorów Muzeum Narodowego w Warszawie / The Warsaw of yesteryear. Photographs from the collection of the National Museum in Warsaw (album; Bosz 2004, ISBN 83-89747-04-9)
- Polska od morza do gór (album; Bosz 2005, ISBN 83-89747-45-6; również wersje obcojęzyczne)
- Polska wschodnia / Eastern Poland (album; fotografie Marek Strzałkowski; Bosz 2005, ISBN 83-89747-12-X)
- Warszawa (album; fotografie Agnieszka i Włodek Bilińscy; Bosz 2005, ISBN 83-89747-25-1)
- Wielkopolska (album; fotografie Piotr Skórnicki; Bosz 2005, ISBN 83-89747-22-7)
- Małopolska (album; fotografie Michał Grychowski; Bosz 2006, ISBN 83-89747-38-3)
- Pieniny (album; fotografie Michał Grychowski; Bosz 2006, ISBN 83-89747-52-9)
- Daleko, jeszcze dalej (reportaże; Świat Książki 2006, ISBN 83-247-0211-3)
- Pomorskie (album; fotografie Stanisław Składanowski, Bogumiła Piazza; Bosz 2006, ISBN 83-89747-61-8)
- Warmińsko-Mazurskie (album; fotografie Janusz Monkiewicz; Bosz 2006, ISBN 83-89747-44-8)
- Dolnośląskie (album; fotografie: Marek Czasnojć, Adam Hawałej, Janusz Monkiewicz, Andrzej Raj; Bosz 2007, ISBN 978-83-89747-70-9)
- Tu, gdzie ich korzenie (album o Supraślu; fotografie Wiktor Wołkow; Wydawnictwa Artystyczne i Filmowe 2007, ISBN 83-221-0764-1)
- Cudotwórcy, kapłani, hochsztaplerzy (reportaże i wspomnienia; Świat Książki 2008, ISBN 978-83-247-0856-7)
- Z Polską w sercu (wybór reportaży i rozmów; Świat Książki 2009, ISBN 978-83-247-1294-6)
- Równoleżnik zero (reportaże; Global PWN 2010, ISBN 978-83-01-16444-7)
- O wszystkim (wespół z Wiesławem Ochmanem; Bosz 2010, ISBN 978-83-7576-101-6)
- Olgierda Budrewicza Słownik Warszawski, Wydawnictwo: Bosz, 2011, ISBN 978-83-7576-119-1[7].

## Inne opracowania
Opracowania wydane w serii „Biblioteka Fotoreportażowa CRZZ” (wespół z Markiem Holzmanem):
- Nauka w służbie ludu (Wydawnictwo Związkowe CRZZ 1952)
- Droga Bernarda Bugdoła (Wydawnictwo Związkowe CRZZ 1953)
- Inicjatywa Maksymiliana Pieczyńskiego (Wydawnictwo Związkowe CRZZ 1953)
- Koniec z brakoróbstwem (Wydawnictwo Związkowe CRZZ 1953)
- Oni upowszechniają kulturę (Wydawnictwo Związkowe CRZZ 1953)
- Lepiej budujmy okręty (Stoczniowcy gdańscy stosują nowe metody pracy) (Wydawnictwo Związkowe CRZZ 1954)
- Takie buty! Mistrzowie jakości wskazują nam drogę (Wydawnictwo Związkowe CRZZ 1954)
- Mniej wypadków przy pracy (Wydawnictwo Związkowe CRZZ 1955)

## Inne prace redakcyjne
- Lucjan Święcki, Warszawskie Stare Miasto (autor wstępu; Wydanie 3: Sport i Turystyka 1979, ISBN 83-217-2205-9).
- Jan Morek, Polska (autor wstępu; Wydawnictwa Artystyczne i Filmowe – Wydawnictwo Naukowe PWN 2000, ISBN 83-221-0713-7, ISBN 83-01-13052-0; Oficyna Wydawnicza Auriga 2006, ISBN 83-922635-0-2).
- Tomasz Jurasz, Świętokrzyskie (autor wstępu; album; fotografie Paweł Pierściński; Bosz 2004, ISBN 83-87730-88-2).
- Jarosław Swajdo, Bałtyk (autor wstępu; album; fotografie Marek Czasnojć; Bosz 2007, ISBN 978-83-89747-55-6).

## Ordery i odznaczenia
- Krzyż Komandorski Orderu Odrodzenia Polski (1988)
- Krzyż Kawalerski Orderu Odrodzenia Polski (1979)
- Medal Wojska (Londyn 1948)
- Złoty Krzyż Zasługi (1974)
- Krzyż Partyzancki (1995)
- Krzyż Armii Krajowej (1983)
- Warszawski Krzyż Powstańczy (1982)
- Złoty Medal „Zasłużony Kulturze Gloria Artis” (2011)[8]
- Złota odznaka honorowa „Za Zasługi dla Warszawy” (1973)

## Nagrody i wyróżnienia
- Nagroda Miasta Stołecznego Warszawy (1966, za całokształt pracy varsavianistycznej)
- Nagroda Klubu Publicystów Międzynarodowych SDP (1972, za cykl reportaży podróżniczych w tygodniku „Perspektywy”)
- Nagroda ZAiKS-u im. Karola Małcużyńskiego za varsaviana (1999)[9]
- Nagroda Bursztynowego Motyla im. Arkadego Fiedlera (2004)
- „Złoty Ekran”

## Upamiętnienie
Tablica pamiątkowa na ogrodzeniu domu przy ul. Rybińskiego 3 w Warszawie, w którym mieszkał, odsłonięta w 2016 roku.